# Sydkoreas flotta
The Republic of Korea Navy (ROKN; Hangul: 대한민국 해군; Hanja: 大韓民國 海軍; Reviderad romanisering: Daehanminguk Haegun), även känd som ROK Navy. Det är Sydkoreas flotta som är den vapengren som ansvarar för sjökrigföring. Flottan har en stor undergren, marinkåren, som har en del självstyrnig. Flottan är det äldsta vapenslaget i Sydkorea. 2010 firade den sitt 65-årsjubileum.
Sedan Koreakriget har flottans uppgift till största delen varit att möta Nordkoreas flotta. Eftersom Sydkoreas ekonomi har vuxit kraftigare än Nordkoreas har Sydkoras flotta haft pengar till att investera i modernare och bättre utrustade skepp än Nordkoreas. Detta har gjort att Sydkorea har kunnat avvara skepp från deras huvuduppgift och låta dem delta i många internationella insatser sedan år 2000.

## Uppgifter
Flottans huvuduppgifter är att den skall utöva sin verksamhet till sjöss samt landstigningar, och flottan skall vara utformad och utrustad för det syftet och skall ge utbildning och träning för att uppfylla det (engelska: The main duties of the Navy shall be operations on the sea and landing operations, and the Navy shall be formed and equipped for that purpose and shall provide education and training necessary therefor).–Act on the Organization of National Armed Forces
- Etablera en självständig sjökraft som kan avskräcka från krig.
- Säkerställa en maritima överlägsenhet för att vinna ett krig.
- Främjande av nationella intressen genom skydd av maritim verksamhet.
- Förbättra den nationella prestigen genom marin närvaro.[2]